# Julian Weigl
Julian Weigl (sinh ngày 8 tháng 9 năm 1995) là cầu thủ bóng đá hiện đang thi đấu ở vị trí tiền vệ phòng ngự cho Borussia Mönchengladbach. Weigl cũng đang là thành viên của Đội tuyển bóng đá quốc gia Đức.

### 1860 Munich

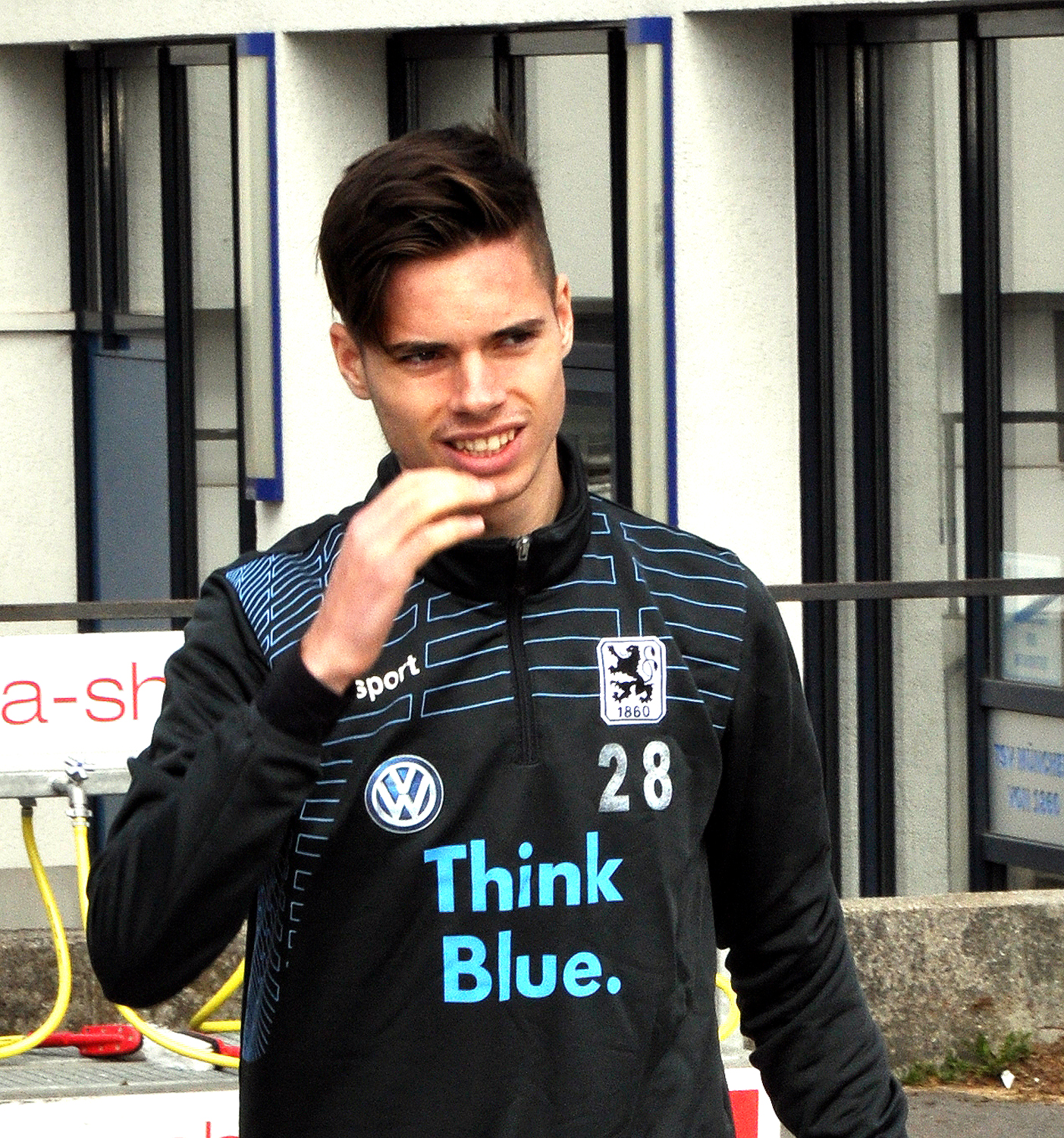
Weigl trong màu áo 1860 Munich năm 2015

## Thống kê sự nghiệp

### Câu lạc bộ
Tính đến ngày 11 tháng 8 năm 2023
| Câu lạc bộ                          | Mùa giải            | Giải quốc gia       | Giải quốc gia | Giải quốc gia | Cúp quốc gia | Cúp quốc gia | Cúp Liên đoàn | Cúp Liên đoàn | Cúp Châu Âu | Cúp Châu Âu | Khác | Khác      | Tổng | Tổng      |
| Câu lạc bộ                          | Mùa giải            | Hạng đấu            | Trận          | Bàn thắng     | Trận         | Bàn thắng    | Trận          | Bàn thắng     | Trận        | Bàn thắng   | Trận | Bàn thắng | Trận | Bàn thắng |
| ----------------------------------- | ------------------- | ------------------- | ------------- | ------------- | ------------ | ------------ | ------------- | ------------- | ----------- | ----------- | ---- | --------- | ---- | --------- |
| 1860 Munich II                      | 2013–14             | Regionalliga Bayern | 23            | 0             | —            | —            | —             | —             | —           | —           | —    | —         | 23   | 0         |
| 1860 Munich                         | 2013–14             | 2. Bundesliga       | 14            | 0             | 0            | 0            | —             | —             | —           | —           | —    | —         | 14   | 0         |
| 1860 Munich                         | 2014–15             | 2. Bundesliga       | 24            | 0             | 1            | 0            | —             | —             | —           | —           | 1    | 0         | 26   | 0         |
| 1860 Munich                         | Tổng cộng           | Tổng cộng           | 38            | 0             | 1            | 0            | —             | —             | —           | —           | 1    | 0         | 40   | 0         |
| Borussia Dortmund                   | 2015–16             | Bundesliga          | 30            | 0             | 5            | 0            | —             | —             | 16          | 0           | —    | —         | 51   | 0         |
| Borussia Dortmund                   | 2016–17             | Bundesliga          | 30            | 0             | 3            | 0            | —             | —             | 9           | 1           | 1    | 0         | 43   | 1         |
| Borussia Dortmund                   | 2017–18             | Bundesliga          | 25            | 1             | 1            | 0            | —             | —             | 7           | 0           | 0    | 0         | 33   | 1         |
| Borussia Dortmund                   | 2018–19             | Bundesliga          | 18            | 1             | 2            | 0            | —             | —             | 4           | 0           | —    | —         | 24   | 1         |
| Borussia Dortmund                   | 2019–20             | Bundesliga          | 13            | 1             | 2            | 0            | —             | —             | 4           | 0           | 1    | 0         | 20   | 1         |
| Borussia Dortmund                   | Tổng cộng           | Tổng cộng           | 116           | 3             | 13           | 0            | —             | —             | 40          | 1           | 2    | 0         | 171  | 4         |
| Borussia Dortmund II                | 2017–18             | Regionalliga West   | 1             | 0             | —            | —            | —             | —             | —           | —           | —    | —         | 1    | 0         |
| Borussia Dortmund II                | 2018–19             | Regionalliga West   | 1             | 0             | —            | —            | —             | —             | —           | —           | —    | —         | 1    | 0         |
| Borussia Dortmund II                | Tổng cộng           | Tổng cộng           | 2             | 0             | —            | —            | —             | —             | —           | —           | —    | —         | 2    | 0         |
| Benfica                             | 2019–20             | Primeira Liga       | 18            | 1             | 2            | 0            | 0             | 0             | 1           | 0           | 0    | 0         | 21   | 1         |
| Benfica                             | 2020–21             | Primeira Liga       | 28            | 0             | 4            | 0            | 2             | 0             | 8           | 1           | 1    | 0         | 43   | 1         |
| Benfica                             | 2021–22             | Primeira Liga       | 29            | 2             | 3            | 0            | 3             | 0             | 13          | 1           | —    | —         | 48   | 3         |
| Benfica                             | 2022–23             | Primeira Liga       | 2             | 0             | 0            | 0            | 0             | 0             | 1           | 0           | —    | —         | 3    | 0         |
| Benfica                             | Tổng cộng           | Tổng cộng           | 77            | 3             | 9            | 0            | 5             | 0             | 23          | 2           | 1    | 0         | 115  | 5         |
| Borussia Mönchengladbach (cho mượn) | 2022–23             | Bundesliga          | 23            | 1             | 1            | 0            | —             | —             | —           | —           | —    | —         | 24   | 1         |
| Borussia Mönchengladbach            | 2023–24             | Bundesliga          | 0             | 0             | 1            | 0            | —             | —             | —           | —           | —    | —         | 1    | 0         |
| Borussia Mönchengladbach            | Tổng cộng           | Tổng cộng           | 23            | 1             | 2            | 0            | —             | —             | —           | —           | —    | —         | 25   | 1         |
| Tộng cộng sự nghiệp                 | Tộng cộng sự nghiệp | Tộng cộng sự nghiệp | 279           | 7             | 25           | 0            | 5             | 0             | 63          | 3           | 4    | 0         | 376  | 10        |

1. ↑  Ra sân ở vòng play-off trụ hạng 2. Bundesliga relegation play-offs
2. 1 2  Ra sân ở UEFA Europa League
3. 1 2 3 4 5  Ra sân ở UEFA Champions League
4. 1 2  Ra sân ở DFL-Supercup
5. ↑   Năm lần ra sân ở UEFA Champions League, hai lần ra sân ở UEFA Europa League
6. ↑  Một lần ra sân ở UEFA Champions League, bảy lần ra sân và một bàn thắng ở UEFA Europa League
7. ↑  Ra sân ở Supertaça Cândido de Oliveira

### Quốc tế
Tính đến ngày 26 tháng 3 năm 2022
| Đội tuyển | Năm       | Trận | Bàn thắng |
| --------- | --------- | ---- | --------- |
| Đức       | 2016      | 4    | 0         |
| Đức       | 2017      | 1    | 0         |
| Đức       | 2022      | 1    | 0         |
| Tổng cộng | Tổng cộng | 6    | 0         |

## Danh hiệu
Borussia Dortmund
- DFB-Pokal: 2016–17
- DFL-Supercup: 2019

Benfica
- Primeira Liga: 2022–23[7]

Cá nhân
- Facebook FA Bundesliga Cầu thủ mới của năm: 2016
- VDV Cầu thủ mới của mùa giải: 2015–16